# Sílvia Leal Auge
Sílvia Leal Auge (Manresa, Bages, 13 d'abril de 1976) és una corredora de muntanya i raquetes de neu catalana.
Durant la temporada 1992-93 s'inicià en l'atletisme entrenant i competint amb el Club Atlètic Manresa. Com a membre del Centre Excursionista del Solsonès, participà en diverses proves de la Copa d'Espanya de quilòmetre vertical, i l'any 2012, a Finestrat, a la Marina Baixa, aconseguí el títol de subcampiona del Món de Kilòmetres verticals. L'any 2012 aconseguí el 1er lloc a la Copa Catalana de Raquetes de neu, i també fou primera classificada al Campionat d'Espanya de curses de muntanya per seleccions. Com a integrant de la selecció catalana de curses de muntanya, també participà en proves de la Copa del Món. Amb la selecció catalana de raquetes de neu, participà en proves de la Copa d'Europa i assolí la tercera posició en la classificació final d'aquesta competició el 2012. L'any 2018, competint a la Copa d'Espanya de carreres per muntanya verticals, de la Federació Espanyola d'Esports de Muntanya i Escalada (FEDME), queda primera classificada en la Categoria Veterana-A Femenina.